# Guido Buzzelli

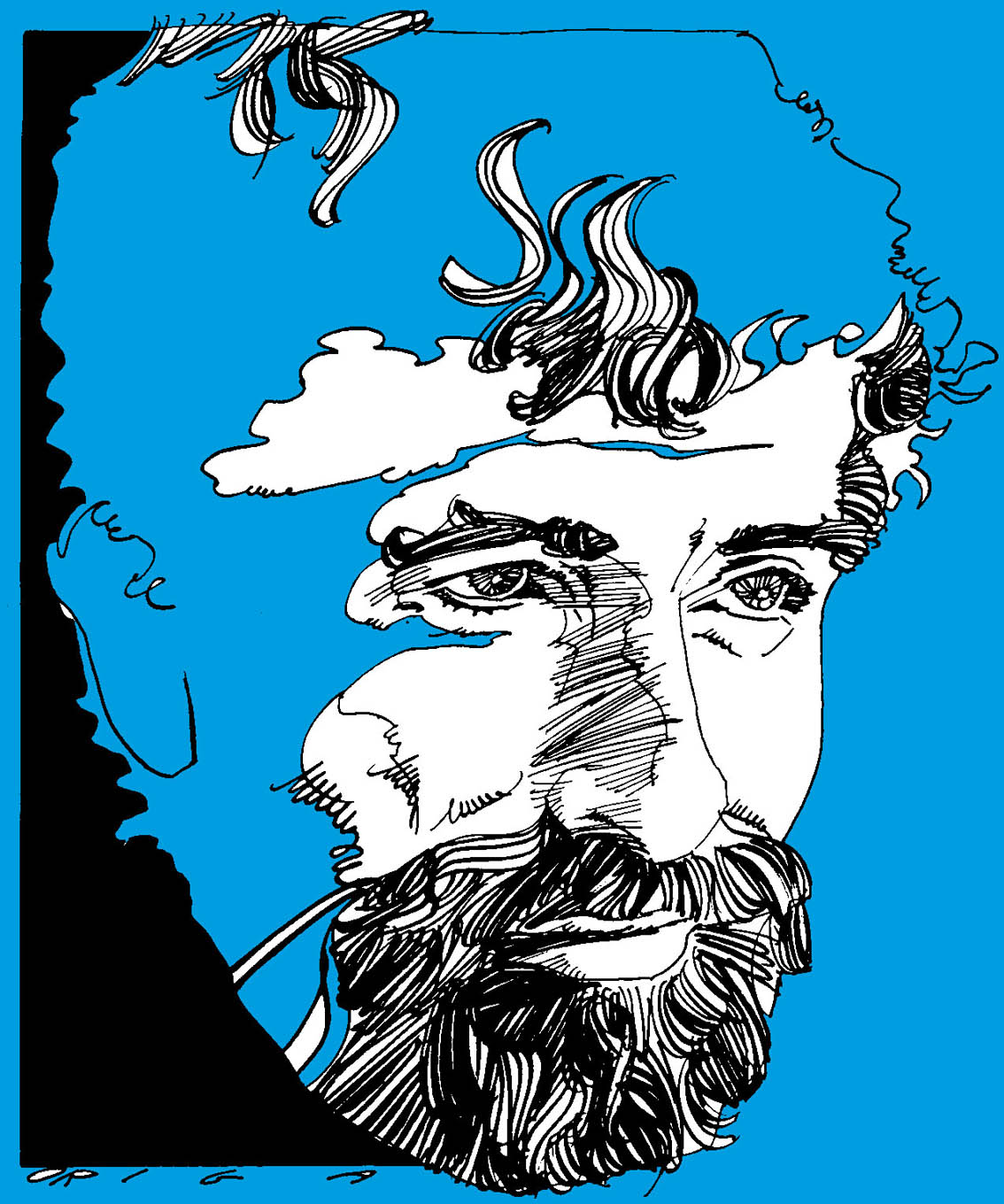
Bildnis Buzzellis, geschaffen von Graziano Origa.

Guido Buzzelli (* 27. Juli 1927 in Rom, Italien; † 25. Januar 1992 ebenda) war ein italienischer Comiczeichner und Illustrator.

## Leben
Buzzelli, Sohn eines Malers, debütierte bereits Mitte der 1940er Jahre, indem er für die Wochenzeitung Argentovivo Karikaturen anfertigte. In den darauffolgenden Jahren war er hauptsächlich als Coverzeichner tätig. Im Jahr 1954 zog Buzzelli nach England und schuf für den Daily Mirror den Comic Angélique. Nach seiner Rückkehr nach Italien im Jahr 1965 wandte er sich für eine gewisse Zeit der Malerei zu, beschäftigte sich aber ab Ende der 1960er Jahre wieder mit Comics. Im Jahr 1973 schuf er zusammen mit dem Comicautor Jean-Pierre Gourmelen den Western-Comic Nevada Hill. Während der 1970er Jahre schuf er unter dem Pseudonym Blotz zahlreiche erotische Illustrationen und in Zusammenarbeit mit dem Comicautor Gino d’Antonio entstand der Comic l’Homme de Bengale. Im Jahr 1985 übernahm er die Western-Reihe Tex Willer.
Buzzelli wurde 1973 auf dem Comic-Festival Salone Internazionale dei Comics in Lucca mit dem Yellow Kid ausgezeichnet.